# Lindholmen, Söderköpings kommun
Lindholmen är en ö i Sankt Anna socken, Söderköpings kommun. Ön har en yta av 19 hektar.
Lindholmen skiljs i väster från Aspöja endast genom ett som smalast tre meter brett sund. Lindholmen var i äldre tid betesö till Aspöja men i samband med laga skifte 1868 bosatte sig en familj på ön. Några hektar av öns yta togs i samband med det upp till åkermark. Åkermarken är numera i stället åter betesmark. 1962 flyttade familjen på gården från ön, men 1973 återkom ett helårshushåll till Lindholmen.